# 1128 Astrid
Az 1128 Astrid (ideiglenes jelöléssel 1929 EB) a Naprendszer kisbolygóövében található aszteroida. Eugène Joseph Delporte fedezte fel 1929. március 10-én, Uccleben.